# Viktor Kamil Jeřábek

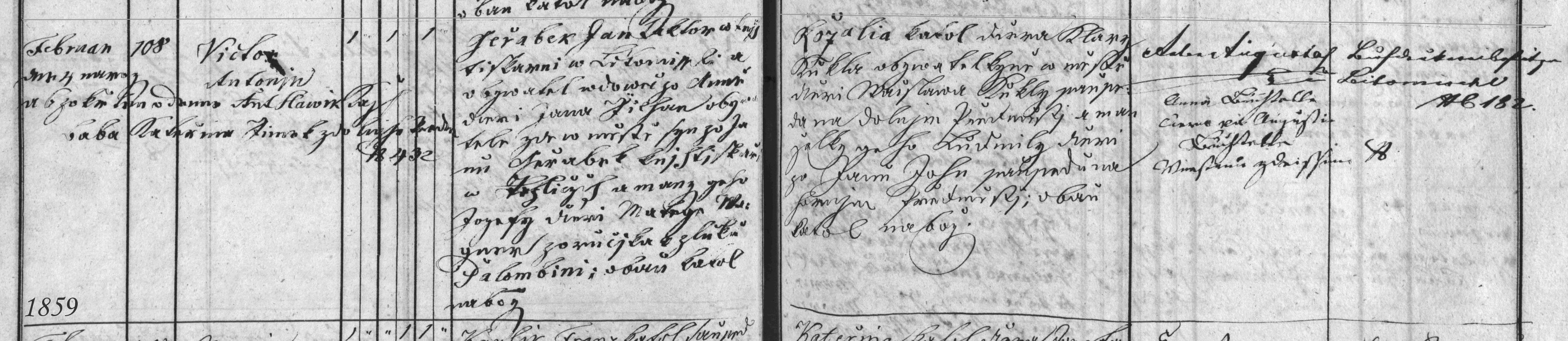
Matriční zápis o narození a křtu Kamila Jeřábka (matrika N 1858-1863 Litomyšl (SOA Zámrsk))

Viktor Kamil Jeřábek (4. února 1859, Litomyšl – 16. dubna 1946, Litomyšl) byl český učitel, spisovatel, první předseda Moravského kola spisovatelů (1912–1921) a jednatel spolku Svatobor pro Moravu.

## Životopis
Jeho rodiče byli Jan Vojtěch Jeřábek (1822–1903) a Rozálie Jeřábková-Kuklová (1824), svatbu měli 9. 2. 1858. Měl pět sourozenců: Jindřišku (1861), Boženu (1863), Jana (1864–1864), Karla (1865–1866) a Marii Hálovou (1868). S manželkou Marií Jeřábkovou-Císařovou (1867), měli čtyři syny: Čestmíra (1893–1981), Ctibora (1894–1971), Milíče (1896–1979) a Jiřího (1903–1922).
Pocházel z rodiny s úzkým vztahem k literatuře. Otec byl správcem litomyšlské Augustovy tiskárny a podílel se na tisku spisů Boženy Němcové, na který spisovatelka sama dohlížela. Viktor vystudoval reálku v Litomyšli (1875 maturitní zkouška), poté rok studoval na učitelském ústavu v Kutné Hoře.
Po ukončení studia nastoupil jako podučitel do Osíku, vesnici u Litomyšle, kde učil čtyři roky. Potom působil, už jako učitel, v Oslavanech, v Silůvkách (od 1881), v Pršticích (od 1887). Roku 1906 změnil působiště a odstěhoval se z Prštic do Obřan u Brna, kde zastával místo ředitele školy, a to až do svého penzionování roku 1924. Po odchodu do penze žil v Brně. Poté, co byl učitelský dům na Dvořákově ulici v roce 1944 vybombardován, odstěhoval se k příbuzným do Litomyšle, kde zemřel.
Byl přítelem spisovatelky Gabriely Preissové, s níž pravidelně vedl korespondenci. Mezi jeho vzory byli Gogol, Turgeněv, Nováková a Mrštíkové. Používal pseudonym Vittorio Bonasia. V Brně bydlel na adrese Antonína Dvořáka 3.
... zaujímá významné místo ve vývoji realistické venkovské povídky. Nadán pronikavým pozorovatelským darem umí zachytit člověka v jeho prostředí, s jeho názory, předsudky i mluvou, umí se ponořit do jeho větších životních hloubek.
Jaroslav Kunc

## Dílo

### Próza
- Černý chléb: povídky a obrázky – Olomouc: Romuald Promberger
- Ze světa prostých lidí: povídky a obrázky – Velké Meziříčí: Šašek a Frgal, 1898
- Obrazy života: povídky a obrázky – Třebíč: Jan František Kubeš, 1891
- Nové povídky a obrázky – Brno: Joža Barvič, 1894
- Z minulých dob: povídky – Velké Meziříčí: s. n., 1897
- Anna Bystřická: román učitelky – Praha: Edvard Beaufort, 1898
- Doma: řada obrazů – illustroval Karel Ladislav Thuma. Velké Meziříčí: Šašek a Frgal, 1899
- Bodří maloměšťáci: tři povídky – Velké Meziříčí: Šašek a Frgal, 1901 [5]
- Drobnosti z cest: causerie – Velké Meziříčí: Šašek a Frgal, 1902
- Idylla staničky Třešňůvské – Velké Meziříčí: Šašek a Frgal, 1904
- Ku břehům Baltu: cestovní causerie – Praha: E. Beaufort, 1905 [6]
- Na příč Italií – Praha: E. Beaufort, 1907
- Dobytí Podolan: moravský román – Moravská Ostrava: Revue moravsko-slezská, 1908
- Počestná obec Valčice: obrazy z moravské dědiny – Olomouc: R. Promberger, 1908
- Dílo saně a jiná prosa – Olomouc: R. Promberger, 1909
- Humoresky – Brno: Vavřín Brumovský, 1909
- Jak život šel ... – Brno: V. Brumovský, 1909
- Proklaté peníze – Brno, V. Brumovský, 1909
- Z oblastí jezerních: cestopisné obrázky – Zábřeh: 1909
- Špetka koření – Brno: V. Brumovský, 1910
- Štěstí domova: starodávná reminiscence – Praha: Josef Richard Vilímek, 1910
- Ó, mladosti radostná: pro mládež – Brno: Ústřední spolek jednot učitelských na Moravě, 1911
- Černý chléb: povídky a obrázky – Olomouc: R. Promberger, 1913
- Trýzeň duše a jiné povídky – Praha: Emil Šolc, 1917 — malířsky vyzdobila Zdenka Vorlová-Vlčková. Praha: Šolc a Šimáček, 1929
- O sirotka – Brno: Moravsko-slezská revue, 1919
- Dědina za války a jiná prósa – Praha: Pražská akciová tiskárna, 1920
- Naši maloměšťáci – Praha: Československé podniky tiskařské a vydavatelské, 1920
- Honzíček dobrodinec: příhody kluka nezbedy – Praha: J. R. Vilímek, 1922
- Krista a jiné povídky – Holešov: Bedřich Tuček, 1922
- Perun a červ a jiná drobná prósa – Praha: Mladé Proudy, 1922 [7]
- Život: paměti Viktora Kam. Jeřábka – upravil Josef Čapek. Vyškov: František Obzina, 1924
- Kruliš, dobrodruh: maloměstská povídka – Moravská Ostrava: s. n., 1925
- Magnáti Růžové ulice – Praha: Pražská akciová tiskárna, 1926
- Ostrov trosečníků: vybledlé obrázky – Praha: František Borový, 1926 [8]
- Gloria Manzoni: román – Praha: F. Borový, 1927
- Zátoka: vesnické románky – Praha: F. Borový, 1927
- Ve vichřici: osudy siroty – ilustroval František Vrobel. Mladá Boleslav: Karel Vačlena, 1928
- Děvečka Páně; Ve víru – Praha: Sfinx, Bohumil Janda, 1929
- Hospoda zbožných příkladů: drobná próza – Brno: Brněnské knižní nakladatelství, 1929
- Otcovství: román – Brno: Družstvo MKS, 1932 [9]
- Rechtor Kvěch a jiná próza – Praha: F. Borový, 1933 [10]
- Bouře a jiné dědinské kroniky – Praha: F. Borový, 1935
- Stanička pod lesy; Pepina – Praha: F. Borový, 1935
- A světlo věčné...: román – Brno: Novina, 1938
- Mezi Litomyšlí a Brnem: zápisky literátovy – Litomyšl: MKS, 1941 [11]

### Jiné
- humoristické verše v Šotku s ilustracemi Mikuláše Alše, v Moravské orlici a Nivě
- Vzpomínky členů Máje – Adámek Bohumil, Borecký Jaromír, Havlasa Jan, Havlík Josef, Holeček F. S., Jahn Metoděj, Jeřábek V. K., Klecanda Jan, Konrád J. D., Kronbauer R. J., Leger Karel, Mrštík Alois, Osten Jan, Sekanina František, Šmaha Josef, Tréval Emil. Praha: Spolek českých spisovatelů belletristů, 1904
- Nůše pohádek – Božena Benešová, Helena Čapková, Jakub Deml, Jaroslav Durych, V. K. Jeřábek, Béňa Klička, Jan Klokoč, Pavla Křičková, Karel Mašek, Marie Pujmanová-Hennerová, Karel Scheinpflug, Fráňa Šrámek; kreslili Josef Hlaváček, Zdeněk Kratochvíl, Alois Moravec, Vlatimil Rada, V. Sedláček, Slavoboj Tusar; uspořádal Karel Čapek. Praha: Pražská akciová tiskárna, 1920?
- Památník Sokola v Ořechově k 25letému trvání jednoty: 1904–1929 – V. K. Jeřábek ... [et al.] Brno: Tělocvičná jednota Sokol, 1929
- VI. župní slet Sokolské župy Denisovy ve Vysokém Veselí: 15.,16.,29. a 30.6.1929 – V. K. Jeřábek ... et al.] Nový Bydžov: Tělocvičná jednota Sokol, 1929
- Těžké vlny: výbor z díla – kresby Karel Jílek. Brno: Družstvo MKS, 1945
- Lidé na zemi: Výbor z díla – Brno: Zář, 1947
- Moravské povídky – Brno: Krajské nakladatelství, 1960
- Příběhy o maminkách – vybrala a uspořádala Sylva Bartůšková; Božena Němcová, Karel Václav Rais, Josef Karel Šlejhar, Teréza Nováková, Ignát Herrmann, Božena Viková-Kunětická, Anna Maria Tilschová, K. V. Jeřábek, Fráňa Šrámek, Josef Šír, Josef Štefan, Karel Čapek, Jaroslav Havlíček, Jan Weiss, Jiří Medek, Lubomír Macháček, Jan Dvořák, Ladislav Pecháček, Jarmila Cmíralová, Marie Kubátová; ilustrace Ludmila Jandová. Hradec Králové: Kruh, 1989

## Ocenění
V prosinci 2016 byla po Viktoru Kamilu Jeřábkovi pojmenována nově dodaná tramvaj Škoda 13T Dopravního podniku města Brna. Stalo se tak na návrh městské části Brno-Maloměřice-Obřany.